# 中崎祐衣
中崎 祐衣（なかざき ゆい、1981年12月7日 - ）は、日本の女性ファッションモデル、タレント、ダンサーである。富山県出身。

## 略歴
2002年頃から『Popteen』などのファッション雑誌のモデルを務める一方、エイベックスのプロモーションユニット『CyberDNa』のメンバーとして活動。その後LDHに所属し芸能活動を本格化したが、2007年からプラチナムプロダクションに所属した。
2008年、東京ヤクルトスワローズのパフォーマーユニット『DDS』に参加。同ユニットではリーダーを務める他、派生ユニット『DAD'S』のメンバーとしても活動していた。
この他にもDDSで一緒だった岡谷沙織と共に女性歌手グループ『Flare』のバックダンサーを務めたり、ワタナベエンターテイメントスクールでダンス講師を務めている。

## 人物
弟がいる。
2015年2月に結婚。2017年10月12日に第1子男児を出産した。

## 出演

### 雑誌
- Popteen
- Happie
- ネイルMAX
- CUTiE
- sweet
- ViVi

### 映画
- キトキト!（2007年）

### 舞台
- HEART of GOLD 〜STREET FUTURE OPERA BEAT POPS〜（2004年）

### テレビ
- ウタワラ（日本テレビ）
- RZTV（BS日テレ）
- スワローズCafe（フジテレビ）

### CM・広告
- アイフル（WEB広告）
- バンタン芸術学院（広告）